# Šmidtův ostrov
Šmidtův ostrov (rusky остров Шмидта) je ostrov v Karském moři v souostroví Severní země, administrativně patří do Krasnojarského kraje Ruské federace.

## Geografie
Ostrov se nachází v severozápadní části Severní země, asi 31 kilometrů severozápadně od ostrova Komsomolec. Je to nejvzdálenější ostrov Severní země od asijské pevniny. Leží stranou od ostatních ostrovů, poblíž něho nejsou žádné další malé ostrovy, jako u většiny ostatních ostrovů Severní země.

## Popis ostrova
Ostrov má téměř rovnoměrný oválný tvar s malým výstupkem v severní části – mys Zemljanoj. Vzdálenost od východu k západu je 28,7 kilometru, od severu k jihu je to 17,7 km. Rozloha ostrova je asi 420 km².
Téměř celé území ostrova pokrývá stejnojmenný dómský ledovec, který se postupně zvedá do výšky 325 m (nejvyšší bod ostrova). Břehy ostrova jsou velmi mírné, s výjimkou východního pobřeží, kde jsou útesy vysoké až 36 metrů. V jižní a severozápadní části ostrova jsou rozsáhlé ledovcové trhliny. Čtyři relativně dlouhé potoky stékají dolů k jižnímu pobřeží a jeden malý teče k severozápadnímu pobřeží. Kousek na východ od mysu Zemljanoj je velmi malé jezero.
Úroveň ledové pokrývky na ostrově je nejvyšší mezi velkými ostrovy souostroví, téměř 100 %.

## Historie
Šmidtův ostrov byl objeven v roce 1930 expedicí ledoborce Georgije Sedova pod vedením Otto Juljeviče Šmidta, po němž byl také ostrov pojmenován.
V roce 1952, během studené války, na ostrově vznikla sovětská letecká základna, která měla umožnit modifikovaným bombardérům Tupolev Tu-4 zaútočit na americké základny v Kanadě a Grónsku jadernými zbraněmi.